# IBM 801
IBM 801 to procesor o architekturze RISC nad którym prace rozpoczęły się w 1974 r.
IBM 801 był rezultatem badań prowadzonych przez Johna Cocke w Thomas J. Watson Research Center. IBM poszukiwało sposobów na zwiększenie wydajności produkowanych układów poprzez analizę wykonywania kodu maszynowego programów uruchamianych na mainframe'ach System/370. Rezultatem tych prac było przekonanie o możliwości zbudowania zwięzłej listy podstawowych rozkazów mikroprocesora, które pozwalałyby na szybsze wykonywanie strumieni instrukcji.
W ramach badań zaprojektowano CPU, który zaczęto produkować w roku 1974. Powstały mikroprocesor posiadał moc rzędu 15 MIPSów. IBM 801 był wykorzystywany przez IBM w wielu urządzeniach takich jak układy kontrolerów w stacjach roboczych System/370 oraz w urządzeniach sieciowych.
Na początku lat 80. doświadczenia zdobyte przy projektowaniu IBM 801 zostały wykorzystane przy Projekcie America, który zaowocował architekturą IBM POWER.
John Cocke w uznaniu swych zasług został odznaczony Nagrodą Turinga oraz Narodowym Medalem Nauki USA za swoje prace nad 801 i architekturą RISC.